# Vertebratus
In meteorologia, la dizione di vertebratus (ve), (dall'analoga parola in latino, con il significato di "vertebrato"), è una delle varietà (caratteristica accessoria) possibili per le tipologie di nubi che si presentano disposte come le costole in una colonna vertebrale o a spina di pesce. Come nel caso dell'intortus, la varietà vertebratus è esclusiva del genere cirrus.
Si tratta di una forma poco usuale delle nubi di cirrus e viene formata da aria che si muove parallela al senso di avanzamento del fronte principale delle nubi. Le lacune tra le nubi si formano nelle zone dove l'aria è discendente, mentre le costolature corrispondono alle zone di ascesa convettiva. La comparsa è collegata alla presenza di una corrente a getto o è generata da un'onda di gravità.